# 遊漁港

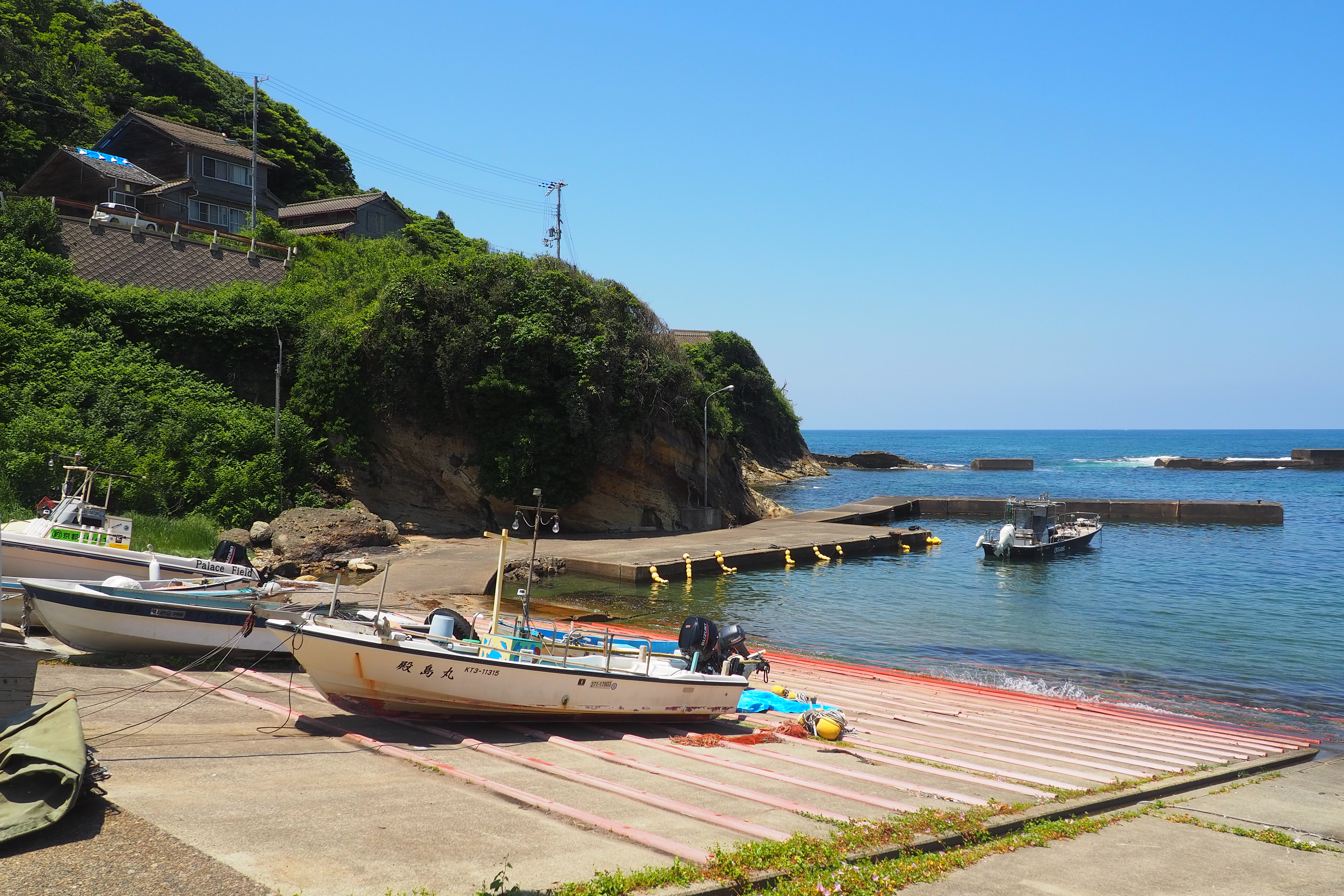
遊漁港

遊漁港（あそびぎょこう）は、京都府京丹後市にある港。漁港漁場整備法（昭和25年5月2日法律第137号）第1章第5条に規定する第1種漁港である。網野町掛津の遊集落にある。

## 概要
- 所在地 - 京都府京丹後市網野町掛津
- 管理者 - 京丹後市[1][2]
- 漁業協同組合 - 京都府漁業協同組合 網野支所
- 組合員数 -
- 漁港番号 - 3010250

## 沿革
- 1954年（昭和29年）7月12日 - 第1種漁港に指定される[3]。

## ギャラリー

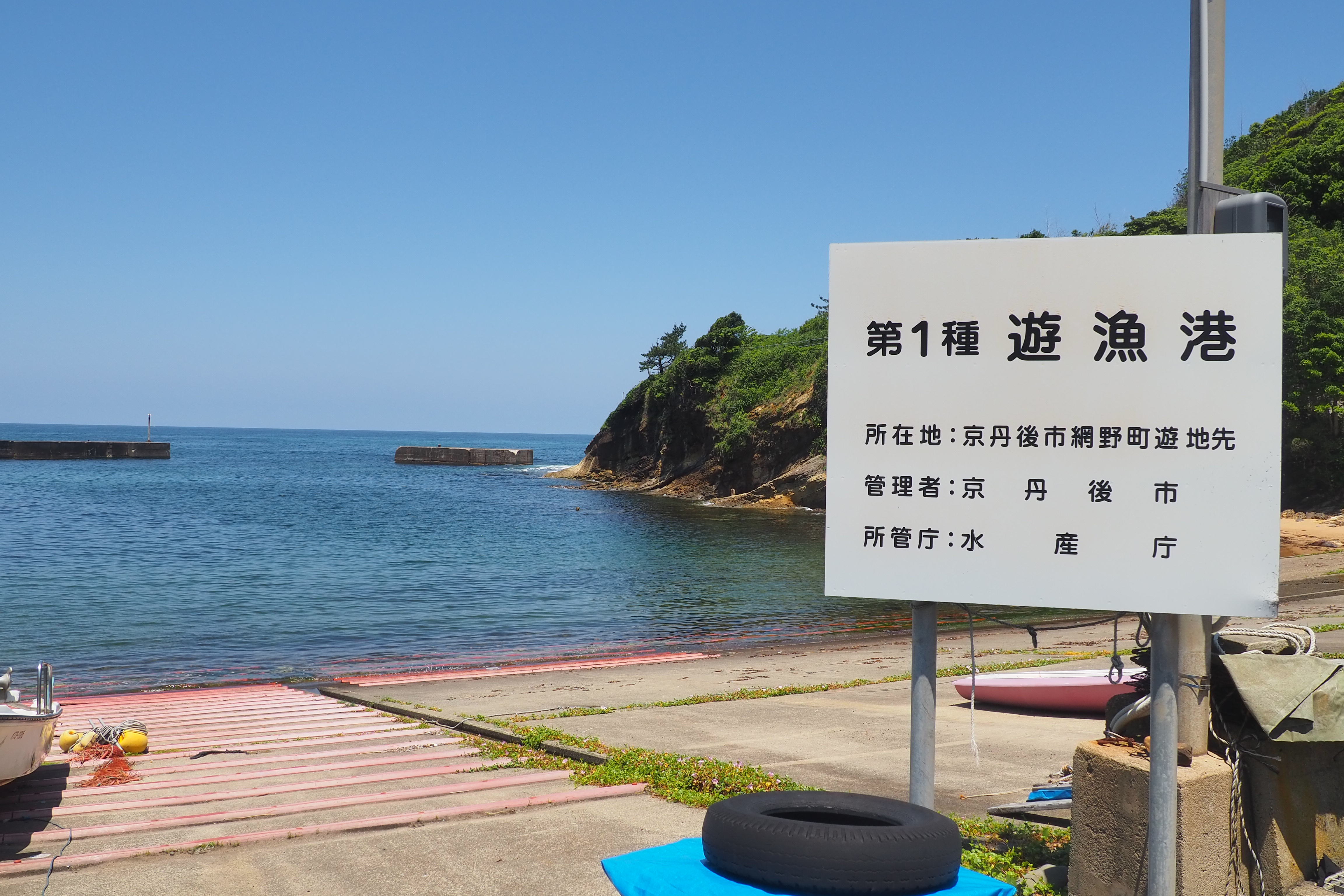
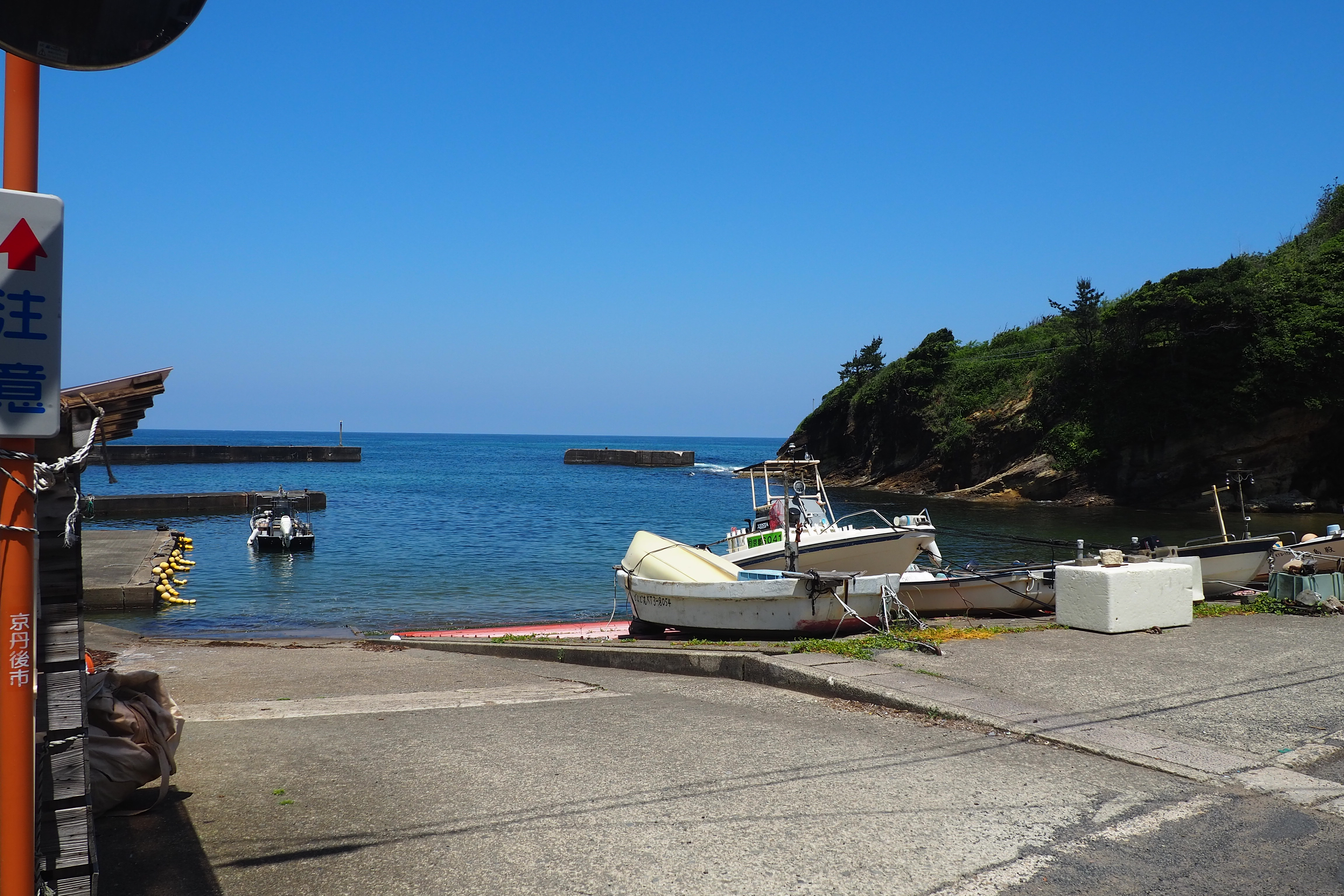
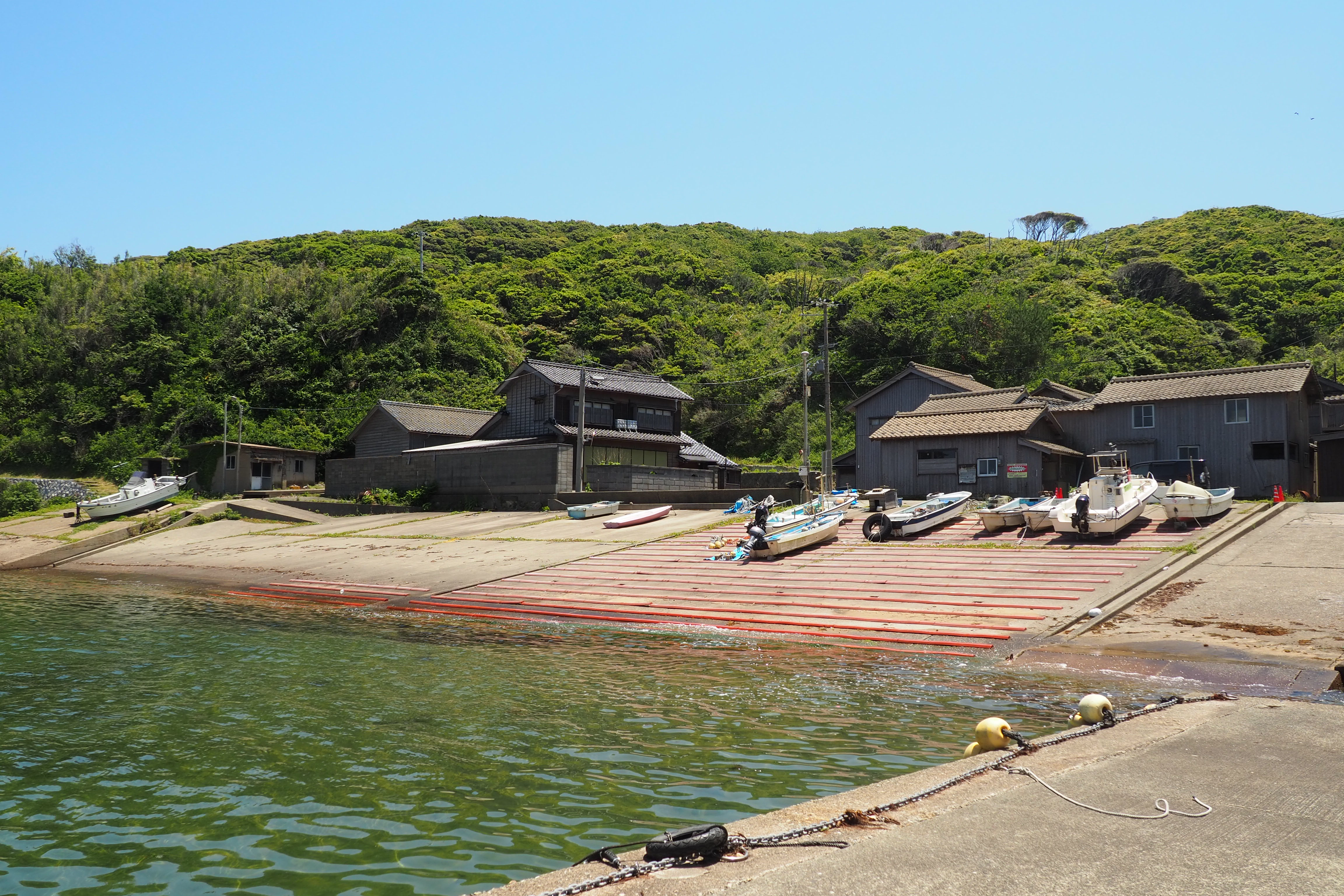

## 主な魚種
- カレイ[3]
- サザエ[3]
- ワカメ[3]

## 主な漁業
- 採貝藻漁業